# Vaunthompsonia pacifica
Vaunthompsonia pacifica är en kräftdjursart som beskrevs av John Todd Zimmer 1943. Vaunthompsonia pacifica ingår i släktet Vaunthompsonia och familjen Bodotriidae. Inga underarter finns listade i Catalogue of Life.